# Alec Benjamin
Alec Shane Benjamin (Phoenix, 28 maggio 1994) è un cantautore statunitense.
Noto per il suo stile di scrittura dei brani in cui assume la posizione di un "cantastorie", Benjamin ha ottenuto sempre più popolarità dopo l'uscita del suo singolo Let Me Down Slowly nel 2018. Ha inoltre scritto canzoni per altri cantanti come Jon Bellion.

## Biografia
Nato a Phoenix, Alec ha vissuto sia in Arizona sia a New York. Inizia a sviluppare un vivo interesse per la musica durante i suoi anni di scuola superiore, imparando a suonare la chitarra tramite tutorial trovati online; orientato inizialmente verso la carriera di rapper, negli anni cambia idea e si concentra sul pop. A partire dal 2012 l'artista inizia a condividere la propria musica e cover tramite YouTube. Nel 2013 pubblica in maniera indipendente il mixtape America. Nel 2014 firma un contratto con la Columbia Records per la pubblicazione del suo album d'esordio: l'accordo tuttavia salta. A ciò segue comunque un tour europeo autofinanziato.
Nel 2017 l'artista firma un nuovo contratto Atlantic Records, occasione in seguito alla quale la musica dell'artista viene trasmessa durante il programma televisivo America's Got Talent. Nel 2018 pubblica il suo secondo mixtape Narrated for You, questa volta via Atlantic, ottenendo piazzamenti in classifiche come la Billboard 200 e Bilboard Canadian Albums. Nel 2019 l'artista pubblica il singolo Let Me Down Slowly in una doppia versione, da solista e con Alessia Cara, ottenendo il suo primo singolo di successo internazionale. Nel maggio 2020 pubblica il suo album di debutto These Two Windows, con cui ottiene vari piazzamenti nelle classifiche internazionali.
Nel 2022, dopo aver pubblicato altri singoli nel corso degli anni precedenti, l'artista firma un contratto discografico con Elektra Records e pubblica il suo secondo album (Un)Commentary.

## Vita privata
L'artista ha dichiarato di essere affetto da ansia e disturbo ossessivo-compulsivo. L'artista ha portato inoltre avanti dei progetti atti a supportare la promozione della salute mentale.

## Stile musicale e influenze
Alec Benjamin ha affermato di essere stato ispirato da artisti come Eminem, John Mayer, Jason Mraz, Paul Simon e Chris Martin.

## Discografia

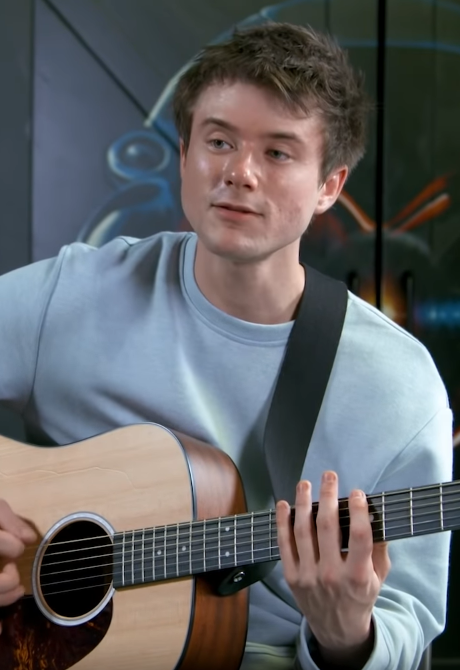
Alec Benjamin nel 2019

### Album in studio
- 2020 – These Two Windows
- 2022 – (Un)Commentary
- 2024 – 12 Notes

### Mixtape
- 2013 – America
- 2018 – Narrated for You

### Singoli
- 2014 – Paper Crown
- 2016 – End of the Summer
- 2017 – I Built a Friend
- 2018 – Let Me Down Slowly (da solo o con Alessia Cara)
- 2018 – Boy in the Bubble
- 2018 – If We Have Each Other
- 2018 – Outrunning Karma
- 2018 – 1994
- 2019 – Must Have Been the Wind
- 2019 – Jesus in LA
- 2019 – Mind Is a Prison
- 2020 – Demons
- 2020 – Oh My God
- 2020 – The Book of You & I
- 2020 – Six Feet Apart
- 2020 – Match in the Rain
- 2020 – I Built a Friend (2020)
- 2021 – The Way You Felt
- 2021 – Change My Clothes (con Dream)
- 2021 – Older
- 2022 – Shadow of Mine
- 2023 – Different Kind of Beautiful
- 2023 – I Sent My Therapist To Therapy
- 2024 – Pick Me
- 2024 – King Size Bed
- 2024 – Sacrifice Tomorrow
- 2024 – Found You First